# John Bollands
John Frederick Bollands (sinh ngày 11 tháng 7 năm 1935) là một cầu thủ bóng đá người Anh thi đấu ở vị trí thủ môn cho Sunderland.